# Cambuci (kommun)
Cambuci är en kommun i Brasilien.   Den ligger i delstaten Rio de Janeiro, i den sydöstra delen av landet, 900 km sydost om huvudstaden Brasília. Antalet invånare är 14 829.
Följande samhällen finns i Cambuci:
- Cambuci

Omgivningarna runt Cambuci är huvudsakligen savann. Runt Cambuci är det ganska glesbefolkat, med 25 invånare per kvadratkilometer.